# Brusy (gmina)
Brusy – gmina miejsko-wiejska w województwie pomorskim, w powiecie chojnickim. W latach 1975–1998 gmina położona była w województwie bydgoskim.
W skład gminy wchodzą 23 sołectwa: Brusy-Jaglie, Brusy Wybudowanie, Czapiewice, Czarniż, Czarnowo, Czyczkowy, Gacnik, Główczewice, Huta, Kinice, Kosobudy, Leśno, Lubnia, Małe Chełmy, Małe Gliśno, Męcikał, Orlik, Przymuszewo, Rolbik, Skoszewo, Wielkie Chełmy, Zalesie, Żabno
Siedziba gminy to Brusy.

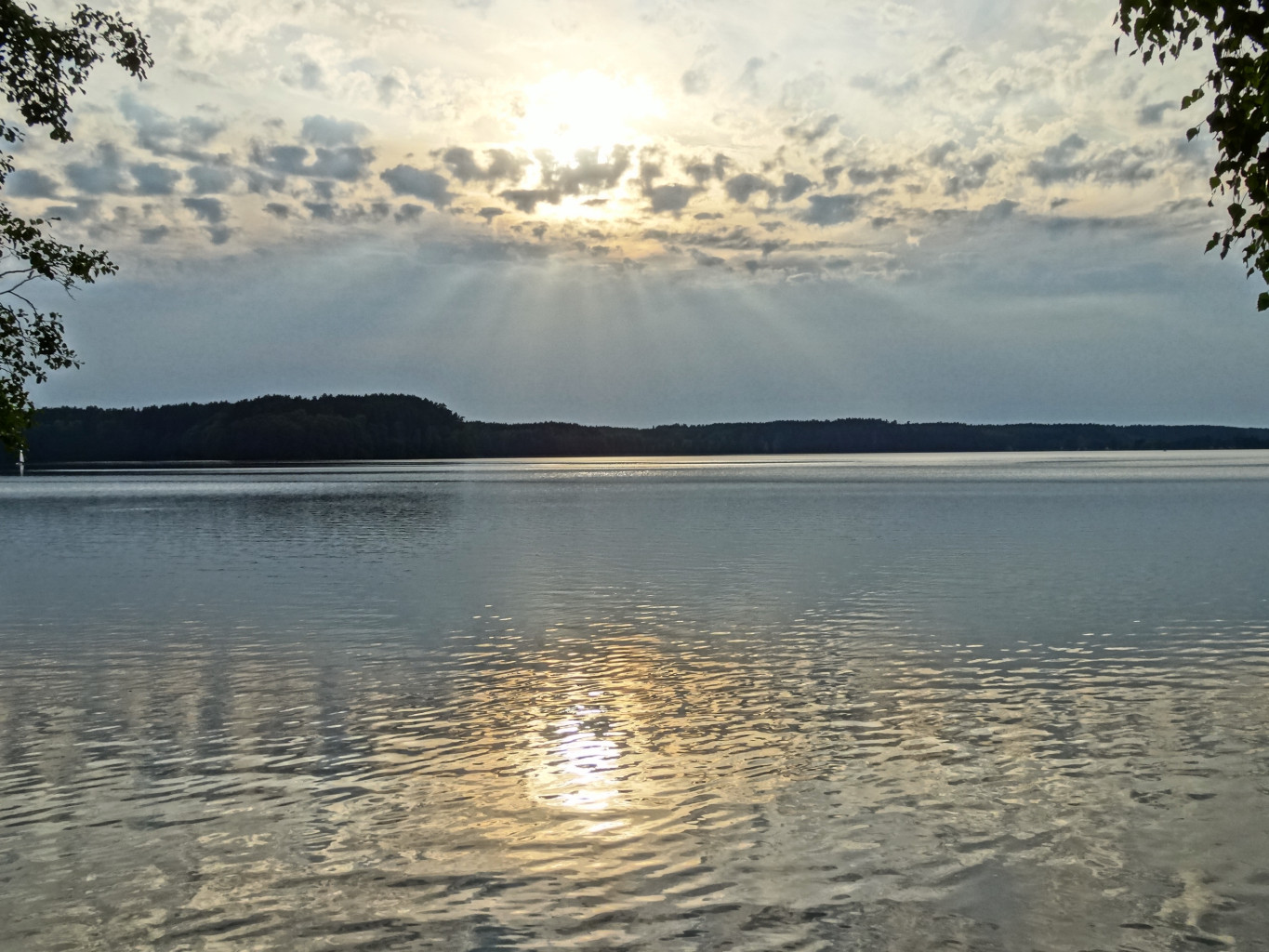

Według danych z 30 czerwca 2004 gminę zamieszkiwało 13 021 osób. Natomiast według danych z 31 grudnia 2017 roku gminę zamieszkiwało 14494 osoby.

## Struktura powierzchni
Według danych z roku 2002 gmina Brusy ma obszar 400,74 km², w tym:
- użytki rolne: 31%
- użytki leśne: 57%

Gmina stanowi 29,37% powierzchni powiatu.

## Demografia
Tab. 1. Dane demograficzne z 31 grudnia 2017 roku.
| Opis                              | Ogółem | Ogółem | Kobiety | Kobiety | Mężczyźni | Mężczyźni |
| --------------------------------- | ------ | ------ | ------- | ------- | --------- | --------- |
| jednostka                         | osób   | %      | osób    | %       | osób      | %         |
| populacja                         | 14 494 | 100    | 7 194   | 49,6    | 7 300     | 50,4      |
| gęstość zaludnienia (mieszk./km²) | 36     | 36     | 17      | 17      | 19        | 19        |

## Miejscowości

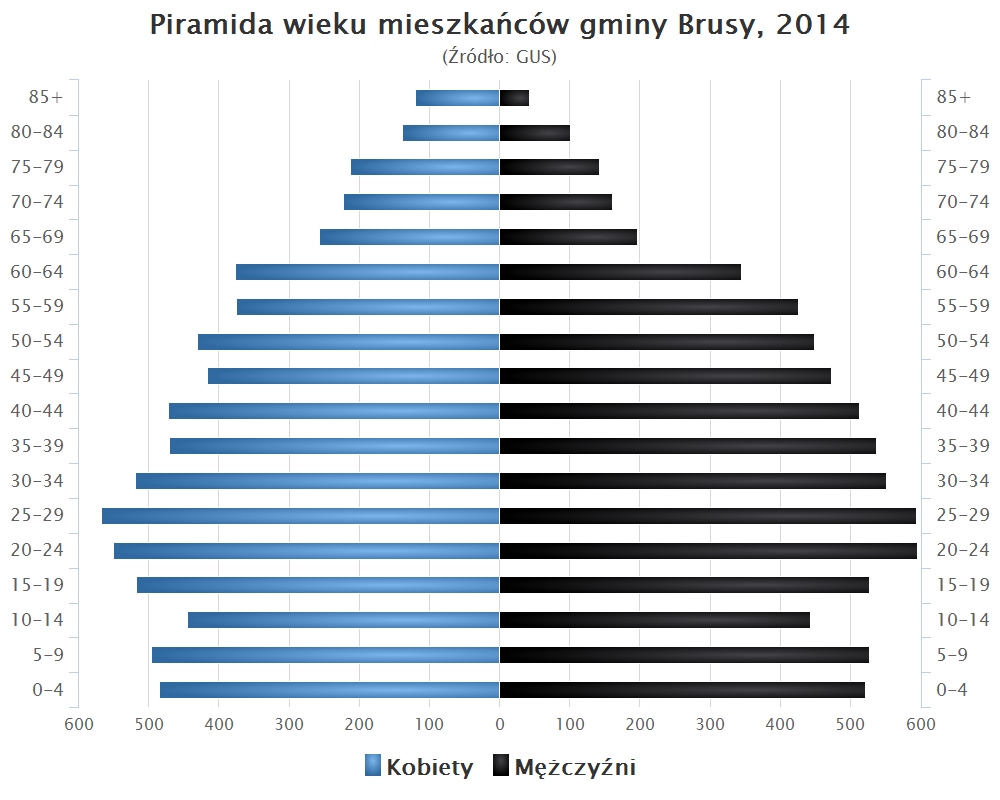
Piramida wieku mieszkańców gminy Brusy w 2014 roku

| Tab. 2. Miejscowości podstawowe oraz ich integralne części w administracji gminy Brusy - obszar wiejski                                                                                   | Tab. 2. Miejscowości podstawowe oraz ich integralne części w administracji gminy Brusy - obszar wiejski | Tab. 2. Miejscowości podstawowe oraz ich integralne części w administracji gminy Brusy - obszar wiejski | Tab. 2. Miejscowości podstawowe oraz ich integralne części w administracji gminy Brusy - obszar wiejski | Tab. 2. Miejscowości podstawowe oraz ich integralne części w administracji gminy Brusy - obszar wiejski | Tab. 2. Miejscowości podstawowe oraz ich integralne części w administracji gminy Brusy - obszar wiejski |
| Identyfikator SIMC | Nazwa miejscowości                                                                                      | Rodzaj miejscowości                                                                                     | Miejscowość podstawowa                                                                                  | Położenie geograficzne                                                                                  | Nazwa dodatkowa j. kaszub.                                                                              |
| --- | --- | --- | --- | --- | --- |
| 0080039 | Antoniewo                                                                                               | wieś | | 53°53′32″N 17°37′14″E/53,892222 17,620556                                                               | Antóniewò                                                                                               |
| 0080068 | Asmus                                                                                                   | wieś | | 53°53′16″N 17°35′16″E/53,887778 17,587778                                                               | Asmùs                                                                                                   |
| 1000835 | Bagienka                                                                                                | część wsi                                                                                               | Małe Chełmy                                                                                             | 53°54′42″N 17°37′52″E/53,911667 17,631111                                                               | |
| 0080298 | Bagienko                                                                                                | część wsi                                                                                               | Rudziny                                                                                                 | 53°51′34″N 17°51′24″E/53,859444 17,856667                                                               | |
| 0079929 | Betlejem                                                                                                | część wsi                                                                                               | Leśno                                                                                                   | 53°57′51″N 17°41′36″E/53,964167 17,693333                                                               | |
| 0080335 | Blachowo                                                                                                | osada                                                                                                   | Skoszewo                                                                                                | 54°00′38″N 17°36′25″E/54,010556 17,606944                                                               | |
| 0080000 | Blewiec                                                                                                 | osada leśna wsi                                                                                         | Lubnia                                                                                                  | 53°56′06″N 17°48′14″E/53,935000 17,803889                                                               | Blèwc                                                                                                   |
| 0080312 | Broda                                                                                                   | kolonia                                                                                                 | Rudziny                                                                                                 | 53°52′33″N 17°49′07″E/53,875833 17,818611                                                               | Broda                                                                                                   |
| 0079734 | Brusy-Jaglie                                                                                            | wieś | | 53°52′48″N 17°41′37″E/53,880000 17,693611                                                               | Brusë-Jagle                                                                                             |
| 0079740 | Brusy-Wybudowanie                                                                                       | wieś | | 53°51′53″N 17°43′53″E/53,864722 17,731389                                                               | Brusë-Pùstczi                                                                                           |
| 1014040 | Bytówko                                                                                                 | osada                                                                                                   | Przymuszewo                                                                                             | 54°00′48″N 17°39′00″E/54,013333 17,650000                                                               | |
| 1000864 | Cegielnia                                                                                               | część wsi                                                                                               | Leśno                                                                                                   | 53°56′26″N 17°40′43″E/53,940556 17,678611                                                               | |
| 0079823 | Chłopowy                                                                                                | osada                                                                                                   | Huta | 53°50′29″N 17°48′52″E/53,841389 17,814444                                                               | Chłopòwò                                                                                                |
| 0079668 | Czapiewice                                                                                              | wieś | | 53°54′30″N 17°40′34″E/53,908333 17,676111                                                               | Czôpiewice                                                                                              |
| 1000870 | Czapiewice-Wybudowanie                                                                                  | osada wsi                                                                                               | Czapiewice                                                                                              | 53°55′08″N 17°41′47″E/53,918889 17,696389                                                               | Czôpiewice-Pùstczi                                                                                      |
| 0079697 | Czarniż                                                                                                 | wieś | | 53°50′15″N 17°45′54″E/53,837500 17,765000                                                               | Czôrnéż                                                                                                 |
| 0079680 | Czarnowo                                                                                                | wieś | | 53°53′35″N 17°41′23″E/53,893056 17,689722                                                               | Czôrnowò                                                                                                |
| 0080157 | Czernica                                                                                                | wieś | | 53°50′31″N 17°38′35″E/53,841944 17,643056                                                               | Czerznica                                                                                               |
| 0079705 | Czyczkowy                                                                                               | wieś | | 53°52′16″N 17°40′33″E/53,871111 17,675833                                                               | Czëczkòwë                                                                                               |
| 0079728 | Czyczkowy-Wybudowanie                                                                                   | osada wsi                                                                                               | Czyczkowy                                                                                               | 53°51′35″N 17°40′08″E/53,859722 17,668889                                                               | Czëczkòwë-Pùstczi                                                                                       |
| 0080097 | Dąbrówka                                                                                                | wieś | | 53°54′05″N 17°45′49″E/53,901389 17,763611                                                               | Dąbrówka                                                                                                |
| 0079935 | Dąbrówka                                                                                                | część wsi                                                                                               | Leśno                                                                                                   | 53°57′45″N 17°41′06″E/53,962500 17,685000                                                               | |
| 0080163 | Dąbrówka                                                                                                | osada                                                                                                   | Męcikał                                                                                                 | 53°48′38″N 17°40′29″E/53,810556 17,674722                                                               | |
| 0081375 | Dębowa Góra                                                                                             | osada leśna wsi                                                                                         | Męcikał                                                                                                 | 53°48′03″N 17°36′35″E/53,800833 17,609722                                                               | Dãbòwô Góra                                                                                             |
| 0079941 | Dystelnik                                                                                               | część wsi                                                                                               | Leśno                                                                                                   | 53°57′35″N 17°41′45″E/53,959722 17,695833                                                               | |
| 0079898 | Fiszewo                                                                                                 | osada                                                                                                   | Kruszyn                                                                                                 | 53°59′41″N 17°35′34″E/53,994722 17,592778                                                               | |
| 0079674 | Gaca | część wsi                                                                                               | Czapiewice                                                                                              | 53°55′18″N 17°41′02″E/53,921667 17,683889                                                               | |
| 0080513 | Gacnik                                                                                                  | wieś | | 53°53′56″N 17°44′32″E/53,898889 17,742222                                                               | Gacnik                                                                                                  |
| 0079792 | Gapowo                                                                                                  | część wsi                                                                                               | Huta | 53°50′59″N 17°49′08″E/53,849722 17,818889                                                               | |
| 0080453 | Gapowo                                                                                                  | część wsi                                                                                               | Peplin                                                                                                  | 54°00′17″N 17°36′14″E/54,004722 17,603889                                                               | |
| 0080170 | Giełdon                                                                                                 | wieś | | 53°48′42″N 17°43′16″E/53,811667 17,721111                                                               | Dżełdón                                                                                                 |
| 0079763 | Główczewice                                                                                             | wieś | | 53°58′39″N 17°43′28″E/53,977500 17,724444                                                               | Główczëce                                                                                               |
| 0079906 | Głuche                                                                                                  | osada                                                                                                   | Kruszyn                                                                                                 | 53°58′59″N 17°32′57″E/53,983056 17,549167                                                               | |
| 0080306 | Gżegżółka                                                                                               | część wsi                                                                                               | Rudziny                                                                                                 | 53°51′30″N 17°51′41″E/53,858333 17,861389                                                               | |
| 0079786 | Huta | wieś | | 53°51′15″N 17°49′43″E/53,854167 17,828611                                                               | Hëta |
| 0079830 | Kaszuba                                                                                                 | wieś | | 53°56′43″N 17°38′58″E/53,945278 17,649444                                                               | Kaszëba                                                                                                 |
| 0079875 | Kinice                                                                                                  | wieś | | 53°51′44″N 17°45′06″E/53,862222 17,751667                                                               | Czinice                                                                                                 |
| 0079869 | Kosobudy                                                                                                | wieś | | 53°52′34″N 17°45′28″E/53,876111 17,757778                                                               | Kòsobùdë                                                                                                |
| 1000901 | Kosobudy-Wybudowanie                                                                                    | osada wsi                                                                                               | Kosobudy                                                                                                | 53°52′44″N 17°47′04″E/53,878889 17,784444                                                               | Kòsobùdë-Pùstczi                                                                                        |
| 0080401 | Krównia                                                                                                 | wieś | | 53°51′50″N 17°38′16″E/53,863889 17,637778                                                               | Krówniô                                                                                                 |
| 0079881 | Kruszyn                                                                                                 | wieś | | 53°58′53″N 17°35′59″E/53,981389 17,599722                                                               | Krëszëniô                                                                                               |
| 1000918 | Krysewo                                                                                                 | część wsi                                                                                               | Lubnia                                                                                                  | 53°54′44″N 17°45′54″E/53,912222 17,765000                                                               | |
| 0079993 | Lamk | wieś | | 53°57′28″N 17°44′43″E/53,957778 17,745278                                                               | Lamk |
| 0080364 | Laska                                                                                                   | wieś | | 53°55′59″N 17°31′34″E/53,933056 17,526111                                                               | Lôska                                                                                                   |
| 0080252 | Lendy                                                                                                   | wieś | | 54°00′12″N 17°40′41″E/54,003333 17,678056                                                               | Lãdë |
| 1000924 | Leśnictwo Giełdon                                                                                       | osada leśna wsi                                                                                         | Czarniż                                                                                                 | 53°49′53″N 17°44′35″E/53,831389 17,743056                                                               | Lesyństwò Dżełdón                                                                                       |
| 0080370 | Leśnictwo Laska                                                                                         | osada leśna wsi                                                                                         | Laska                                                                                                   | 53°56′38″N 17°30′09″E/53,943889 17,502500                                                               | |
| 0079912 | Leśno                                                                                                   | wieś | | 53°56′57″N 17°42′02″E/53,949167 17,700556                                                               | Lesno                                                                                                   |
| 1000930 | Leśno-Wybudowanie                                                                                       | osada wsi                                                                                               | Leśno                                                                                                   | 53°56′55″N 17°40′49″E/53,948611 17,680278                                                               | Lesno-Pùstczi                                                                                           |
| 0079964 | Lubnia                                                                                                  | wieś | | 53°55′40″N 17°45′11″E/53,927778 17,753056                                                               | Lubniô                                                                                                  |
| 1000947 | Lubnia-Wybudowanie                                                                                      | osada wsi                                                                                               | Lubnia                                                                                                  | 53°55′00″N 17°45′02″E/53,916667 17,750556                                                               | Lubniô-Pùstczi                                                                                          |
| 0079711 | Macieje                                                                                                 | część wsi                                                                                               | Czyczkowy                                                                                               | 53°50′52″N 17°41′35″E/53,847778 17,693056                                                               | |
| 0080022 | Małe Chełmy                                                                                             | wieś | | 53°53′46″N 17°37′42″E/53,896111 17,628333                                                               | Môłé Chełmë                                                                                             |
| 1000953 | Małe Chełmy-Wybudowanie                                                                                 | osada wsi                                                                                               | Małe Chełmy                                                                                             | 53°54′26″N 17°38′05″E/53,907222 17,634722                                                               | Môłé Chełmë-Pùstczi                                                                                     |
| 0080080 | Małe Gliśno                                                                                             | wieś | | 53°53′42″N 17°46′11″E/53,895000 17,769722                                                               | Glësno                                                                                                  |
| 0080045 | Maśka                                                                                                   | część wsi                                                                                               | Antoniewo                                                                                               | 53°53′47″N 17°35′07″E/53,896389 17,585278                                                               | |
| 0080111 | Męcikał                                                                                                 | wieś | | 53°49′11″N 17°40′03″E/53,819722 17,667500                                                               | Mãcëkôł                                                                                                 |
| 0080140 | Męcikał-Struga                                                                                          | część wsi                                                                                               | Męcikał                                                                                                 | 53°49′46″N 17°39′59″E/53,829444 17,666389                                                               | Mãcëkôł-Strëga                                                                                          |
| 1000960 | Milachowo                                                                                               | część wsi                                                                                               | Rolbik                                                                                                  | 53°56′15″N 17°34′25″E/53,937500 17,573611                                                               | |
| 0080275 | Milachowo-Młyn                                                                                          | osada                                                                                                   | Rolbik                                                                                                  | 53°56′09″N 17°36′00″E/53,935833 17,600000                                                               | |
| 0080074 | Młynek                                                                                                  | osada leśna                                                                                             | Małe Chełmy                                                                                             | 53°52′22″N 17°34′05″E/53,872778 17,568056                                                               | Młink                                                                                                   |
| 0079800 | Młynki                                                                                                  | część wsi                                                                                               | Huta | 53°51′45″N 17°49′11″E/53,862500 17,819722                                                               | |
| 1000976 | Mościska                                                                                                | część wsi                                                                                               | Małe Chełmy                                                                                             | 53°54′24″N 17°36′44″E/53,906667 17,612222                                                               | |
| 0080192 | Okręglik                                                                                                | kolonia                                                                                                 | Męcikał                                                                                                 | 53°47′41″N 17°43′28″E/53,794722 17,724444                                                               | Òkrãglëk                                                                                                |
| 0080230 | Orlik                                                                                                   | wieś | | 53°57′15″N 17°44′08″E/53,954167 17,735556                                                               | Òrlik                                                                                                   |
| 1014056 | Orzechowo                                                                                               | osada                                                                                                   | Widno                                                                                                   | 53°56′27″N 17°33′41″E/53,940833 17,561389                                                               | |
| 0080200 | Parowa                                                                                                  | osada                                                                                                   | Męcikał                                                                                                 | 53°47′49″N 17°40′15″E/53,796944 17,670833                                                               | Pôrowa                                                                                                  |
| 0080424 | Parzyn                                                                                                  | wieś | | 53°58′26″N 17°38′29″E/53,973889 17,641389                                                               | Pôrzin                                                                                                  |
| 0080430 | Parzyn-Młyn                                                                                             | część wsi                                                                                               | Parzyn                                                                                                  | 53°57′47″N 17°38′48″E/53,963056 17,646667                                                               | |
| 0080447 | Peplin                                                                                                  | wieś | | 54°00′15″N 17°37′39″E/54,004167 17,627500                                                               | Peplin                                                                                                  |
| 1000982 | Piekiełko                                                                                               | część wsi                                                                                               | Brusy-Wybudowanie                                                                                       | 53°51′25″N 17°43′14″E/53,856944 17,720556                                                               | |
| 0080217 | Pokrzywno                                                                                               | kolonia                                                                                                 | Męcikał                                                                                                 | 53°48′55″N 17°41′18″E/53,815278 17,688333                                                               | Pòkrziwno                                                                                               |
| 0080016 | Popówka                                                                                                 | osada                                                                                                   | Lubnia                                                                                                  | 53°57′03″N 17°48′21″E/53,950833 17,805833                                                               | |
| 1000999 | Przygłówki                                                                                              | część wsi                                                                                               | Czapiewice                                                                                              | 53°54′55″N 17°40′46″E/53,915278 17,679444                                                               | |
| 0080246 | Przymuszewo                                                                                             | wieś | | 53°59′59″N 17°39′57″E/53,999722 17,665833                                                               | Przëmùszewò                                                                                             |
| 0080269 | Rolbik                                                                                                  | wieś | | 53°55′43″N 17°34′47″E/53,928611 17,579722                                                               | Rólbiék                                                                                                 |
| 0080281 | Rudziny                                                                                                 | wieś | | 53°51′33″N 17°51′08″E/53,859167 17,852222                                                               | Rëdzënë                                                                                                 |
| 0080341 | Skoszewko                                                                                               | osada                                                                                                   | Skoszewo                                                                                                | 54°00′59″N 17°36′35″E/54,016389 17,609722                                                               | |
| 0080329 | Skoszewo                                                                                                | wieś | | 54°01′36″N 17°37′16″E/54,026667 17,621111                                                               | Skòszewò                                                                                                |
| 0080134 | Spierwia                                                                                                | osada leśna wsi                                                                                         | Męcikał                                                                                                 | 53°49′34″N 17°40′21″E/53,826111 17,672500                                                               | Spiérwiô                                                                                                |
| 1001007 | Swatki                                                                                                  | część wsi                                                                                               | Małe Chełmy                                                                                             | 53°54′44″N 17°38′57″E/53,912222 17,649167                                                               | |
| 1014062 | Szotowa Góra                                                                                            | kolonia                                                                                                 | Czyczkowy                                                                                               | 53°50′34″N 17°42′17″E/53,842778 17,704722                                                               | |
| 1001013 | Tchórzewo                                                                                               | część wsi                                                                                               | Kruszyn                                                                                                 | 53°59′07″N 17°35′02″E/53,985278 17,583889                                                               | |
| 0080223 | Turowiec                                                                                                | kolonia                                                                                                 | Męcikał                                                                                                 | 53°48′12″N 17°39′48″E/53,803333 17,663333                                                               | Turówc                                                                                                  |
| 0079852 | Warszyn                                                                                                 | osada leśna wsi                                                                                         | Kaszuba                                                                                                 | 53°55′51″N 17°38′15″E/53,930833 17,637500                                                               | Warszëno                                                                                                |
| 0080387 | Wawrzonowo                                                                                              | osada                                                                                                   | Widno                                                                                                   | 53°57′02″N 17°32′03″E/53,950556 17,534167                                                               | |
| 0080358 | Widno                                                                                                   | wieś | | 53°55′54″N 17°32′44″E/53,931667 17,545556                                                               | Widno                                                                                                   |
| 0080393 | Wielkie Chełmy                                                                                          | wieś | | 53°52′55″N 17°38′20″E/53,881944 17,638889                                                               | Dużé Chełmë                                                                                             |
| 1001020 | Wielkie Chełmy-Wybudowanie                                                                              | osada wsi                                                                                               | Wielkie Chełmy                                                                                          | 53°52′37″N 17°39′27″E/53,876944 17,657500                                                               | Dużé Chełmë-Pùstczi                                                                                     |
| 0080418 | Windorp                                                                                                 | wieś | | 53°59′26″N 17°38′25″E/53,990556 17,640278                                                               | Windorp                                                                                                 |
| 0080051 | Wybudowanie Antoniewskie                                                                                | część wsi                                                                                               | Antoniewo                                                                                               | 53°53′25″N 17°36′32″E/53,890278 17,608889                                                               | |
| 0079770 | Wybudowanie Główczewickie                                                                               | część wsi                                                                                               | Główczewice                                                                                             | 53°59′42″N 17°43′36″E/53,995000 17,726667                                                               | |
| 0079846 | Wybudowanie Kaszuba                                                                                     | część wsi                                                                                               | Kaszuba                                                                                                 | 53°56′49″N 17°37′25″E/53,946944 17,623611                                                               | |
| 0080476 | Wysoka Zaborska                                                                                         | wieś | | 53°59′12″N 17°41′20″E/53,986667 17,688889                                                               | Wësokô Zôbòrskô                                                                                         |
| 0080482 | Zalesie                                                                                                 | wieś | | 53°55′15″N 17°43′27″E/53,920833 17,724167                                                               | Zôles                                                                                                   |
| 1001036 | Zalesie-Wybudowanie                                                                                     | osada wsi                                                                                               | Zalesie                                                                                                 | 53°54′30″N 17°42′44″E/53,908333 17,712222                                                               | Zôles-Pùstczi                                                                                           |
| 0080460 | Zielony Dwór                                                                                            | osada                                                                                                   | Windorp                                                                                                 | 54°00′11″N 17°36′08″E/54,003056 17,602222                                                               | |
| 1014079 | Zimna Kawa                                                                                              | osada                                                                                                   | Przymuszewo                                                                                             | 54°00′26″N 17°39′59″E/54,007222 17,666389                                                               | |
| 0079757 | Żabno                                                                                                   | wieś | | 53°51′40″N 17°42′18″E/53,861111 17,705000                                                               | Żôbno                                                                                                   |
| Źródła: Wykaz urzędowych nazw miejscowości i ich części (xls),Dz.U. z 2013 r. poz. 200 oraz Dz.U. z 2015 r. poz. 1636, Zbiory danych państwowego rejestru nazw geograficznych -2025-06-15 | | | | | |

## Ochrona przyrody
- Rezerwat przyrody Bagno Stawek
- Rezerwat przyrody Bór Chrobotkowy
- Rezerwat przyrody Jezioro Laska
- Rezerwat przyrody Jezioro Nawionek
- Ścieżka lichenologiczno-kulturowa w Leśnie
- Rezerwat przyrody Piecki
- Ścieżka przyrodnicza Doliny Kulawy w rezerwacie przyrody Dolina Kulawy
- Zaborski Park Krajobrazowy

## Sąsiednie gminy
Chojnice, Czersk, Dziemiany, Karsin, Lipnica, Studzienice